# Giganci (serial telewizyjny)
Giganci (2010–2011) – amerykański serial komediowy nadawany przez stację TeenNick od 8 października 2010 roku do 22 kwietnia 2011 roku. W Polsce premiera serialu nastąpiła 3 października 2011 roku na kanale teleTOON+.

## Fabuła
Serial przedstawia losy nastoletnich dzieci gwiazd – siedemnastoletniej Anny (Grace Gummer) oraz młodszego od niej brata Walta (Tony Oller) Moore’ów, którzy żyją w Hollywood. Mają oni nieograniczony dostęp do pieniędzy, żyją w przepychu i blasku sławy.

## Bohaterowie

### Główni
- Anna Moore (Grace Gummer)
- Walt Moore (Tony Oller)
- Joey Colvin (Ryan Rottman)
- Piper Katins (Jolene Purdy)
- Finn Katins (Malcolm David Kelley)
- Vanessa King (Gia Mantegna)

### Pozostali
- Jennifer Moore (Helen Slater)
- John Moore (Patrick Fabian)
- Maggie (Skyler Day)
- RaeAnne Colvin (Laurel Holloman)
- Sasha (Emma Caulfield)
- Lulu Khandan (Bianca Collins)

## Spis odcinków
| Premiera odcinka | Nr | Angielski tytuł                    |
| ---------------- | -- | ---------------------------------- |
|                  |    |                                    |
| SERIA PIERWSZA   |    |                                    |
|                  |    |                                    |
| 03.10.2011       | 01 | Pilot                              |
| 04.10.2011       | 02 | Pilot                              |
|                  |    |                                    |
| 05.10.2011       | 03 | Black and White and Red All Over   |
|                  |    |                                    |
| 06.10.2011       | 04 | Cas’ Girls Are Not So Easy         |
|                  |    |                                    |
| 07.10.2011       | 05 | An Awesome Night of Awesomeness    |
|                  |    |                                    |
| 10.10.2011       | 06 | Perfect Complications              |
|                  |    |                                    |
| 11.10.2011       | 07 | All In                             |
|                  |    |                                    |
| 12.10.2011       | 08 | The Town of No                     |
|                  |    |                                    |
| 13.10.2011       | 09 | Dottie P.                          |
|                  |    |                                    |
| 14.10.2011       | 10 | Bye, Bye Baby                      |
|                  |    |                                    |
| 17.10.2011       | 11 | Zen and the Art of Getting Over It |
|                  |    |                                    |
| 18.10.2011       | 12 | Carpe Diem                         |
|                  |    |                                    |
| 19.10.2011       | 13 | Scramble                           |
|                  |    |                                    |
| 20.10.2011       | 14 | Back to Normal                     |
|                  |    |                                    |
| 21.10.2011       | 15 | The Hell Just Happened             |
|                  |    |                                    |
| 24.10.2011       | 16 | The Joy of Contrition              |
|                  |    |                                    |
| 25.10.2011       | 17 | Food Stylist Girl                  |
|                  |    |                                    |
| 26.10.2011       | 18 | Things That Haven’t Happened Yet   |
|                  |    |                                    |